# Der Falder Bomber
|  | Denne artikel er oprettet af botten Steenthbot ud fra en ekstern database. Den kan derfor have sproglige fejl eller mangler. Denne skabelon kan fjernes efter kontrol af indholdet. |

Der Falder Bomber er en dansk dokumentarisk optagelse.

## Handling
Politiet på arbejde. Detonering af bomber og miner demonstreres.